# Aleksandar Vukic
Aleksandar Vukic (* 6. srpna 1996 Sydney) je australský profesionální tenista se srbskými a černohorskými kořeny.  Na challengerech ATP a okruhu ITF získal tři tituly ve dvouhře.
Na žebříčku ATP byl ve dvouhře nejvýše klasifikován v srpnu 2023 na 48. místě a ve čtyřhře v březnu 2022 na 389. místě. Trénují ho Nuno Lencastre s Jayem Goodingem.

## Soukromý život
Aleksandar Vukic (srbsky Александар Вукић, Aleksandar Vukić) se narodil roku 1996 v Sydney, metropoli Nového Jižního Walesu. Rodiče, počítačoví inženýři Rad a Ljiljana Vukićovi, a o šest let starší bratr Vladimir Vukic, emigrovali do Austrálie v první polovině 90. let dvacátého století z Černé Hory zmítané jugoslávským válečným konfliktem. Hovoří anglicky a srbochorvatsky.
Po ukončení střední školy Boys High School na severním sydneyském předměstí v Normanhurstu, odcestoval v 17 letech trénovat do Španělska. V letech 2015–2018 vystudoval bakalářský obor podnikání na Illinoiské univerzitě v Urbaně Champaigni, kde hrál akademický tenis. V ročnících 2016–2018 byl zařazen do tzv. ITA All-American („týmu hvězd“ Meziuniverzitní tenisové asociace ve dvouhře). Za silný úder uvedl forhend, jako preferovaný povrch tvrdý a turnaj Australian Open.

## Tenisová kariéra
V hlavní soutěži okruhu ATP Tour debutoval lednovým Sydney International 2018, když v kvalifikaci vyřadil Dušana Lajoviće i Ričardase Berankise. Na úvod dvouhry však nestačil na světovou šestatřicítku Feliciana Lópeze.
Poté co neuspěl v kvalifikačním kole Australian Open 2020 s Galánem, si grandslamovou dvouhru poprvé zahrál na French Open 2020 díky průchodu kvalifikační soutěží. V jejím úvodu odvrátil dva mečboly 17letému Carlosi Alcarazovi. V úvodu dvouhry Roland Garros však nenašel recept na spolukvalifikanta Pedra Martíneze. První zápas na túře ATP vyhrál na lednovém Great Ocean Road Open 2021 v Melbourne Parku, dodatečně zařazeném turnaji během koronavirové pandemie. V prvním duelu zdolal Tchajwance Lua Jan-suna, než jej zastavil Ital Jannik Sinner ze čtvrté světové desítky. V singlové soutěži australského majoru prožil premiéru na Australian Open 2021, kde mu časnou porážku uštědřil Karen Chačanov. Do série Masters poprvé zasáhl na říjnovém BNP Paribas Open 2021 v Indian Wells. Z pozice kvalifikanta na úvod dvouhry vyřadil Španěla Pabla Andújara, než skončil na raketě krajana Alexe de Minaura z třetí desítky klasifikace.

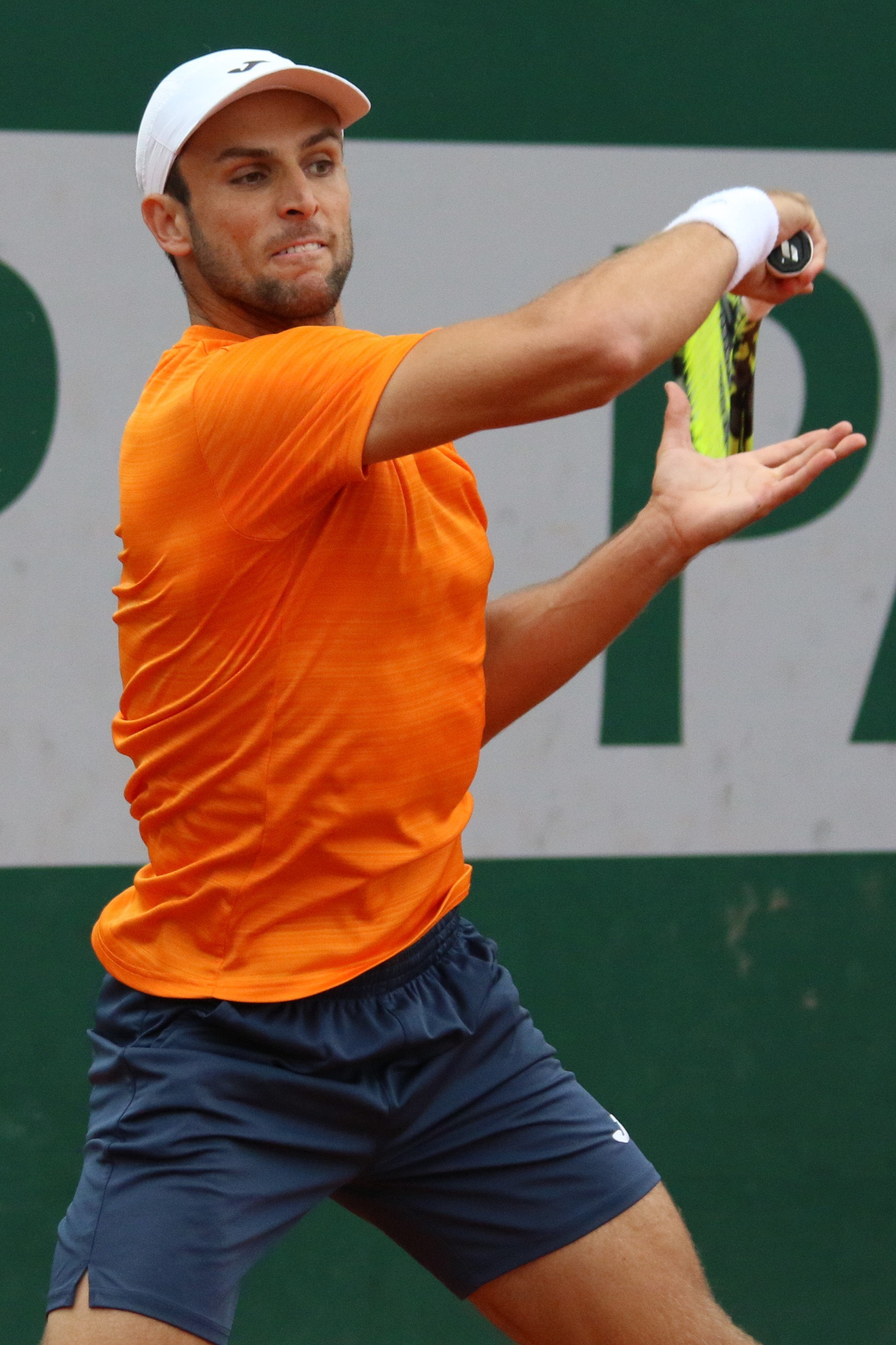
Forhend v kvalifikaci French Open 2023

Na cestě do prvního kariérního čtvrtfinále, lednového Adelaide International 2022, poprvé porazil člena ze světové padesátky, třicátého pátého v pořadí Alexandra Bublika. Po výhře nad Stevem Johnsonem jej do semifinále nepustil pozdější vítěz Thanasi Kokkinakis z poloviny druhé stovky. Po skončení debutoval v Top 150, když mu 17. ledna 2022 patřilo 144. místo žebříčku. Na navazujícím Australian Open 2022 premiérově zdolal příslušníka světové čtyřicítky, Jihoafričana Lloyda Harrise. Dosáhl tak první výhry na grandslamu. Ve druhé fázi byl nad jeho síly moldavský kvalifikant Radu Albot. Přes Fabia Fogniniho a Fernanda Verdasca prošel do druhého čtvrtfinále, podzimního Sofia Open 2022, v němž podlehl světové desítce Sinnerovi. Při debutu na travnatém grandslamu, londýnském Wimbledonu 2023, přehrál Daniela Altmaiera a poražen odešel od Quentina Halyse.
Semifinále i finále na okruhu ATP si poprvé zahrál na Atlanta Open 2023 během severoamerické letní série na betonech. Ve druhém kole porazil Jošihita Nišioku a poté Christophera Eubankse i Uga Humberta, všechny tři nasazené tenisty ze čtvrté světové desítky. Až v souboji o titul nestačil na devátého muže žebříčku Taylora Fritze po třísetové bitvě. Po skončení se v závěru července 2023 posunul o dvacet míst výše, na nové žebříčkové maximum, 62. místo. První kolo Mastersu podruhé překonal na torontském National Bank Open 2023. Po prohře v kvalifikačním kole se Schwartzmanem, postoupil do dvouhry až jako šťastný poražený. V jejím úvodu poprvé v kariéře přehrál člena světové dvacítky, patnáctého v pořadí Bornu Ćoriće. Nezastavil jej ani Sebastian Korda, ale až francouzský veterán Gaël Monfils startující jako člen třetí stovky pod žebříčkovou ochranou. Bodový zisk jej v následné klasifikaci premiérově posunul do Top 50, když mu 14. srpna 2023 patřila 48. příčka. Stal se tak australskou dvojkou za dvanáctým hráčem světa de Minaurem.
Do druhého kariérní semifinále se probojoval na travnatém Rothesay International 2024 v Eastbourne, přestože v závěru kvalifikace podlehl Nišiokovi. Jako šťastný poražený pak vyřadil Fabiana Marozsana, světovou třiadvacítku Alexandra Bublika a čerstvou prohru ve čtvrtfinále oplatil Nišiokovi až díky zisku tiebreaku v rozhodující sadě. Mezi poslední čtveřicí však nestačil na nejvýše nasazeného pozdějšího vítěze Talyora Fritze, když nezvládl obě zkrácené hry. Z pozice kvalifikanta porazil ve druhé fázi Rolex Shanghai Masters 2024 světovou devítku Caspera Ruuda, znamenající první vítězný zápas nad členem elitní desítky. V dalším duelu mu stopku vystavil třiatřicátý muž žebříčku Tomáš Macháč. Na Australian Open 2025 svedl tři pětisetové bitvy. Z duelů s Damirem Džumhurem a dvacátým druhým hráčem žebříčku Sebastianem Kordou vyšel vítězně. Korda byl jeho nejvýše postaveným soupeřem, kterého v předchozí kariéře na grandslamu porazil. Ve třetím kole ztratil vedení 2–1 na sety s britskou světovou osmnáctkou Jackem Draperem a závěrečné dvě sady čtyřhodinového klání ztratil až v tiebreacích.

## Finále na okruhu ATP Tour

### Dvouhra: 1 (0–1)
| Legenda                   |
| ------------------------- |
| Grand Slam (0)            |
| Turnaj mistrů (0)         |
| ATP Tour Masters 1000 (0) |
| ATP Tour 500 (0)          |
| ATP Tour 250 (0–1)        |

| Stav      | č. | datum         | turnaj                 | kategorie | povrch | soupeř ve finále | výsledek           |
| --------- | -- | ------------- | ---------------------- | --------- | ------ | ---------------- | ------------------ |
| Finalista | 1. | červenec 2023 | Atlanta, Spojené státy | ATP 250   | tvrdý  | Taylor Fritz     | 5–7, 7–6(7–5), 4–6 |

## Tituly na challengerech ATP a okruhu ITF

### Dvouhra (3 tituly)
| Legenda         |
| --------------- |
| Challengery (2) |
| ITF (1)         |

| Č. | datum         | turnaj                   | okruh      | povrch | poražený finalista | výsledek      |
| -- | ------------- | ------------------------ | ---------- | ------ | ------------------ | ------------- |
| 1. | červenec 2017 | Champaign, Spojené státy | Futures    | tvrdý  | Deiton Baughman    | 7–5, 4–6, 6–2 |
| 2. | únor 2022     | Bangalúr, Indie          | Challenger | tvrdý  | Dimitar Kuzmanov   | 6–4, 6–4      |
| 3. | květen 2023   | Pusan, Jižní Korea       | Challenger | tvrdý  | Max Purcell        | 6–4, 1–0skreč |